# Sheridan County, North Dakota
Sheridan County är ett administrativt område i delstaten North Dakota, USA, med 1 321 invånare. Den administrativa huvudorten (county seat) är McClusky.

## Geografi
Enligt United States Census Bureau har countyt en total area på 2 606 km². 2 518 km² av den arean är land och 88 km² är vatten.

### Angränsande countyn
- McHenry County - nord
- Pierce County - nordöst
- Wells County - öst
- Kidder County - sydöst
- Burleigh County - syd
- McLean County - väst